# Zespół Bjørnstada
Zespół Bjørnstada (ang. pili torti and nerve deafness, PTD, Björnstad syndrome, BJS) – rzadki, autosomalnie recesywnie dziedziczony zespół chorobowy, charakteryzujący się głuchotą i bardzo kręconymi włosami (łac. pili torti). Zespół ujawnia się we wczesnym dzieciństwie. Chorobę opisał Roar Theodor Bjørnstad w 1965 roku.

## Patogeneza
Schorzenie ma podłoże genetyczne i jest wywołane mutacją w genie BCS1L w locus 2 q34-36 kodującym białko chaperonowe należące do rodziny AAA (ATPaz zaangażowanych w różne komórkowe aktywności, ang. ATPases associated with various cellular activities).

## Objawy i przebieg
Zespół przebiega z dysplazją włosów, objawiającą się jako skręcone nieprawidłowo włosy, rzęsy i brwi, oraz głuchotą. Głuchota ujawnia się w okresie niemowlęcym lub we wczesnym dzieciństwie. Stopień utraty słuchu jest różny, stwierdzono korelację nasilenia zmian dotyczących włosów (łysienie wtórne do dysplazji włosów) i utraty słuchu.